# Osteologia

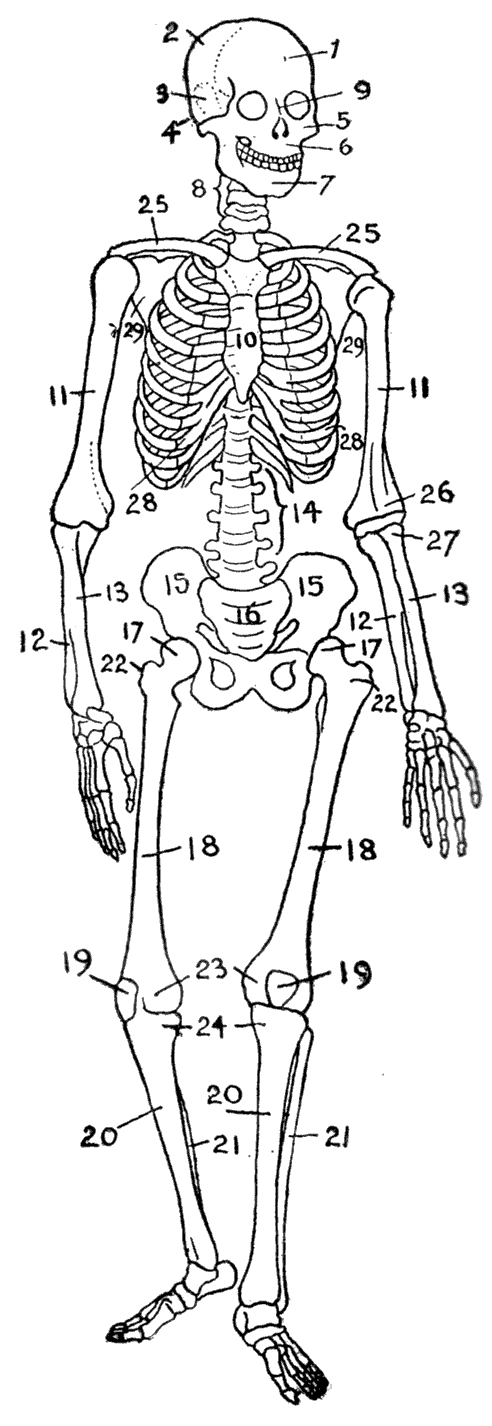
Uno scheletro umano

L'osteologia è lo studio scientifico delle ossa da parte degli osteologi. Subdisciplina dell'anatomia, dell'antropologia e dell'archeologia, l'osteologia consiste nell'analisi dettagliata delle strutture ossee e degli elementi scheletrici, dei denti, nella morfologia, delle funzioni, dei disturbi, delle patologie, dei processi di ossificazione (da parte dei tessuti cartilaginei), della resistenza e della durabilità delle ossa (biofisica), ecc. utilizzata sovente da parte degli scienziati per l'identificazione di resti di vertebrati al fine di definirne l'età, le cause della morte, il sesso, il processo di crescita e quello di sviluppo, dati che possono essere utilizzati all'interno di un contesto bioculturale.
L'osteologia non deve essere confusa con l'osteopatia, una branca della medicina alternativa.

## Metodi
Un'analisi tipica dell'osteologia include:
- un inventario degli elementi scheletrici presenti
- un inventario dentale
- datazione dell'età, basata sulla fusione epifiseale e della corruzione dentale (per gli adulti) oltre al deterioramento del pube o dello sterno (sempre per gli adulti)
- statura e altri dati metrici
- studio degli antenati
- tratti non metrici
- patologie o modificazioni culturali

## Applicazioni

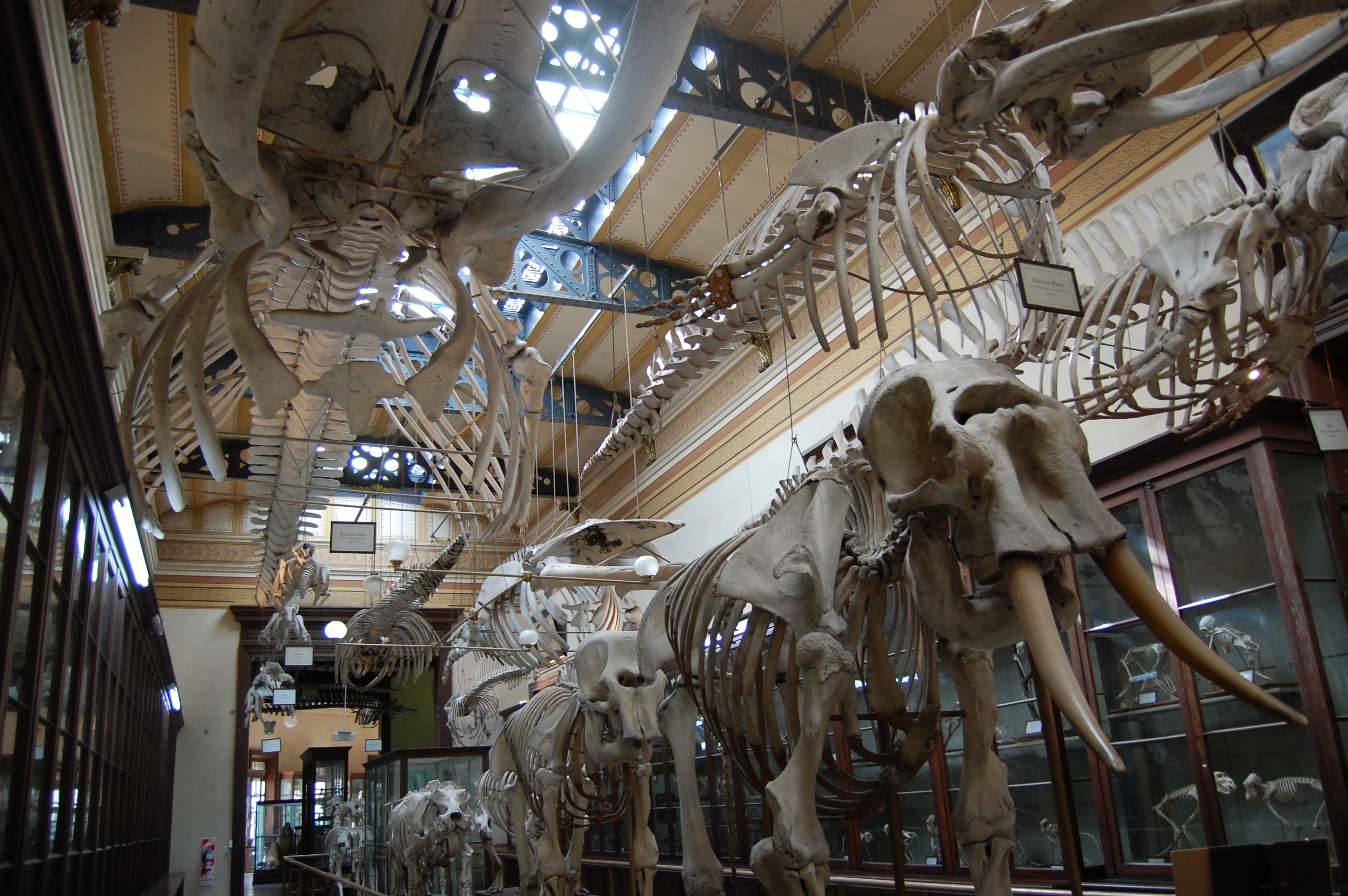
Una sala di osteologia comparata al Museo di storia naturale di La Plata, in Argentina

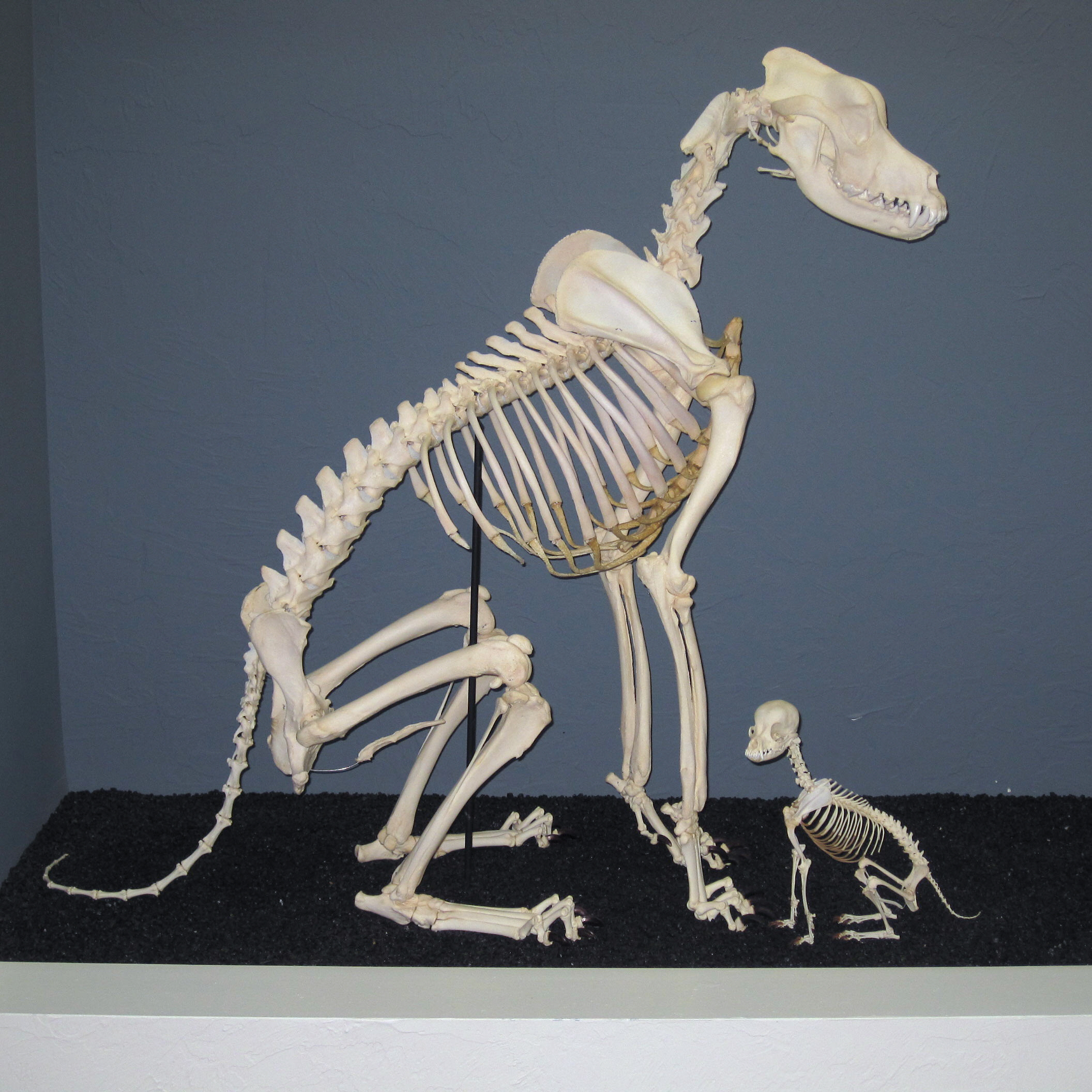
Scheletri comparati di un alano (a sinistra) con quello di un chihuahua (a destra) presso il Museo di osteologia della città di Oklahoma.

Gli approcci osteologici sono frequentemente applicati a ricerche in discipline come la paleontologia dei vertebrati, zoologia, scienze forensi, antropologia fisica e archeologia e trova il proprio scopo nelle seguenti applicazioni:
- guerra antica
- parametri di attività
- investigazioni criminali
- demografia
- biologia dello sviluppo
- dieta
- disturbi
- genetica delle popolazioni primitive
- assemblaggi fossili
- salute
- migrazione umana
- identificazione di resti sconosciuti
- fisica
- disuguaglianza sociale
- crimini di guerra